# Tang Shenwei
Tang Shenwei 唐慎微 (c. 1056-1093) est un expert en matières médicales, de l’époque de la dynastie Song du Nord. Son prénom social est Shenyuan 審元. Il est né à Jinyuan dans Shuzhou 蜀州, de nos jours Chongqing dans la province du Sichuan.

## Biographie
Durant la période Yuanyou 元祐 (1086-1094) de la dynastie Song du Nord, il devint disciple de Li Duanbo 李端伯 et alla vivre à Huayang 華陽 à Chengdu 成都.
Dans sa jeunesse, Yuwen xuzhong 宇文虚肿 (1079-1146), un lettré de Huayang dans le Sichuan, a rencontré Tang Shenwei. Dans la postface, d’une édition révisée d’un ouvrage Tang, il écrit
« Tang Shenwei 唐慎微 dont le prénom social est Shenyuan 審元, vient de Huayang à Chengdu 成都. Ses manières étaient très simples, son langage naturel et réservé. Il était pourtant très intelligent ; il était capable de guérir toutes les maladies qu’il traitait. Il disait en général peu de choses sur les symptômes et les évolutions de la maladie. Si on l’interrogeait à nouveau, il se mettait en colère et ne répondait pas. Il ne faisait pas de différence entre les pauvres et les riches. Quand on l’appelle [chez un patient], il obéit sans faute. Ni le froid ou la chaleur, ni la pluie ou la neige, rien ne pouvait le retenir. Lorsqu'il donnait un traitement médical aux lettrés, il ne prenait pas d'argent, mais il leurs demandait des ordonnances célèbres et des dossiers secrets. Il était donc extrêmement apprécié des lettrés. Chaque fois qu'ils tombaient sur le nom d'un médicament ou trouvaient une discussion sur une prescription dans les classiques ou les ouvrages historiques, ils le copiaient et le donnaient à Tang Shenwei. » (Traduction de Paul Unschuld)
Né dans une famille de médecins, il soigna beaucoup de membres de l’élite lettrée. Il parait qu’il ne demandait pas d’argent à ses patients mais leurs proposait qu’ils lui donnent les formules médicamenteuses familiales secrètes - comportement qui lui fit gagné beaucoup d’estime.

## Œuvres
Auteur de
- Zheng lei bencao 证类本草 / (anc.) 證類本草 « Materia medica vérifiée et catégorisée ». Autre nom Jing shi zheng lei bei ji bencao 经史证类备急本草 / 經史證類备急本草 « Materia medica d’urgence vérifiée et catégorisée basée sur les Classiques et l’historiographie ». Date de composition : 1098-1108. Volume : 31 juan. Le texte est la combinaison de Jia you bencao 嘉祐本草 et de Tu jing bencao 圖經本草 et de matériels additionnels tirés de textes médicaux comme le Lei gong pao zhi lun 雷公炮炙论, le Tang bencao 唐本草, le Bencao shi yi 本草拾遗 ou le Shi liao bencao 食疗本草 ou tirés de textes non médicaux qui contiennent des informations sur les remèdes.
Le texte Zheng lei bencao contient plus de 500 monographies sur des produits pharmaceutiques, des recettes et des discussions. Le texte a été à plusieurs reprises révisé dans les siècles suivants pour donner la Da guan bencao 大觀本草, la Zheng he bencao 政和本草, et la Shaoxing bencao 紹興本草. Il mérite l’attention en raison de la préservation de matériels de l’époque pré-Song[1]. Certains passages d’ouvrages perdus depuis longtemps venant par exemple du Kaibao bencao 开宝本草, du Rihuazi bencao 日华子本草 ou du Jiayou bencao 嘉祐本草 ont grâce à Tang Shenwei, put être préservés[3].
Li Shizhen l’a apprécié et l’a cité 140 fois (sous divers noms) dans le Bencao gangmu[1].